# دوري كرة القدم الغربي 1999–2000
دوري كرة القدم الغربي 1999–2000 (بالإنجليزية: 1999–2000 Western Football League)‏ هو موسم من دوري كرة القدم الغربي ‏. فاز فيه نادي تاونتون تاون ‏.